# Héctor Yazalde
Héctor Yazalde (* 29. Mai 1946 in Avellaneda; † 18. Juni 1997 in Buenos Aires) war ein argentinischer Fußballspieler.

## Sportlicher Werdegang
Der Stürmer Héctor Yazalde begann seine Profilaufbahn 1967 bei CA Independiente. Mit Independiente wurde er 1967 und 1970 Meister von Argentinien. 1970 wurde er zudem als erster zu Argentiniens Fußballer des Jahres gewählt.
1971 wechselte er nach Europa zu Sporting Lissabon. Mit Sporting wurde er 1973 Pokalsieger und 1974 Meister. In der Saison 1973/74 stellte er dabei einen europäischen Rekord von 46 Toren in 30 Ligaspielen auf, der bis zum Ende der Spielzeit 1976/77 Bestand hatte und vom Rumänen Dudu Georgescu mit 47 Toren überboten wurde. Yazalde erhielt für diesen Erfolg von einem Sponsor ein Automobil, welches er verkaufte und den Erlös mit den Mannschaftskameraden teilte. 1975 wurde Yazalde noch einmal, diesmal mit 30 Treffern, Torschützenkönig in Portugal.
1974 wurde Yazalde in den Kader der argentinischen Nationalmannschaft für die Fußball-Weltmeisterschaft 1974 in Deutschland berufen. Hier erzielte er zwei Tore in der Vorrunde gegen Haiti. Argentinien schied aber in der zweiten Finalrunde aus. Nach der WM beendete er seine Nationalmannschaftskarriere.
Yazalde spielte 1976/77 noch eine Saison für Olympique Marseille, ehe er nach Argentinien zurückkehrte und dort noch bis 1981 in Rosario bei Newell’s Old Boys spielte. 1981 beendete er beim Bonarenser Vorortklub CA Huracán seine Laufbahn.
In seiner Zeit in Portugal heiratete er dort Modell und Schauspielerin Maria do Carmo da Ressurreição de Deus, die seither als Carmen Yazalde bekannt wurde. Héctor Yazalde verstarb 1997 in Buenos Aires an einem Herzinfarkt. Er wurde dort auf dem Friedhof Cementerio de la Chacarita beigesetzt.

## Erfolge
- Meister von Argentinien: 1967, 1970
- Meister von Portugal: 1974
- Portugiesischer Pokalsieger: 1973
- Fußballer des Jahres – Argentinien: 1970
- Torschützenkönig von Europa: 1974
- Torschützenkönig von Portugal: 1974 (46 Tore), 1975 (30)